# Mobiele app
Een mobiele applicatie of kortweg app (uitspraak: [æp] of [ɛp]) is een computerprogramma ontworpen om te draaien op een smartphone, smartwatch, tablet of een ander mobiel apparaat. Met behulp van apps is het mogelijk eenvoudig functies aan een mobiel apparaat toe te voegen, zodat deze kunnen worden uitgebreid tot multifunctionele communicatieapparatuur.
Door de fabrikant of provider zijn al apps op het apparaat geïnstalleerd. Andere apps zijn verkrijgbaar bij de appstore, een virtuele winkel waar software al dan niet tegen betaling gedownload kan worden. Deze appstores verschenen vanaf 2008 en worden doorgaans beheerd door de ontwikkelaar van het mobiele besturingssysteem. Er zijn gratis en betaalde apps, en soms is dezelfde app in zowel een gratis versie als een betaalversie verkrijgbaar. De gratis versie laat dan bijvoorbeeld reclame zien of de betaalversie biedt meer mogelijkheden. Soms is de app zelf gratis maar moet voor uitbreidingen betaald worden (zogenoemde in-appaankopen). Bij een betaalpakket van een bank is vaak het gebruik van de bijbehorende app inbegrepen.

## Toepassing
Voor het wereldwijde web zijn er webbrowser-apps. Verder zijn er apps over sport, amusement, weer en nieuws, voor contacten, bellen, berichten, sociale media, e-mail, koken, lifestyle, internetbankieren, plattegronden, routenavigatie, dienstregelingen van openbaar vervoer, calculator-apps, agenda met attenderingsfunctie, klok/wekker, foto- en filmcamera, audiorecorder, weergave-apps voor het bekijken en/of beluisteren van diverse soorten opgeslagen bestanden in diverse formaten (afbeelding, video- en audiobestand, pdf-bestand, tekstbestand), het bewerken van een tekstbestand, bestandsbeheer, spelletjes en het bedrijfsleven.
Voor toegang tot beveiligde data op een desktop of laptop is soms een authenticatie-app op een mobiel apparaat nodig voor bijvoorbeeld het bevestigen van inloggen en het wijzigen van instellingen (multifactorauthenticatie). Bij internetbankieren kan dit verder nodig zijn bij onder meer transacties en het wijzigen van betalingslimieten of bij de overheid om officiële documenten te bekijken of te ondertekenen.
Onderscheiden kunnen worden apps waarvoor men steeds online moet zijn, en apps waarbij dat alleen voor updates nodig is. Bij bijvoorbeeld een app met plattegronden kunnen die al of niet op het mobiele apparaat staan. Bij een vaak wisselende dienstregeling is het nodig online te zijn.
Bedrijven kunnen bepaalde diensten via een app beschikbaar stellen. Een app kan dan worden ingezet om de bestaande dienstverlening van een bedrijf te ondersteunen, maar ook om een merk te versterken.
Bepaalde apps bieden de mogelijkheid om snel te reageren op een artikel, foto of een filmpje. Apps zijn dan ook geschikt om in te zetten als crowdsource-instrument.
Daarnaast kan een app worden ingezet als middel om de bedrijfsvoering efficiënter te maken. Met een smartphone of tablet (met internettoegang) is het mogelijk om onderweg e-mails te beantwoorden, de agenda bij te houden of documenten in te kijken. Ook kunnen apps op maat worden ontwikkeld voor specifieke bedrijfsvoeringstoepassingen.
Verder is het mogelijk om via een app een ander apparaat, zoals een drone, te besturen. De smartphone of tablet fungeert dan als een afstandsbediening. In de app kunnen dan beelden van bijvoorbeeld de in een drone ingebouwde camera worden getoond, zodat de bestuurder kan zien waar de drone zich bevindt.

## Soorten
Er kan onderscheid worden gemaakt tussen drie soorten apps:

### Webapp
Een webapp is een mobiele versie van een website, waarbij alleen de belangrijkste onderdelen worden getoond. Deze website wordt speciaal vormgegeven voor de grootte van het scherm. Daarbij wordt gebruikgemaakt van HTML, JavaScript en besturingssysteemafhankelijke functionaliteit.

### Native app
Deze app wordt (deels) op de telefoon zelf geïnstalleerd. Native applicaties kunnen worden gedownload uit de appstore. Deze onlinewinkel (ook wel distributieplatform genoemd) is bereikbaar via een app op het apparaat zelf en vaak ook via een website op een desktop of laptop. Sommige apps kunnen dan ook eerst naar de desktop of laptop worden gedownload en vervolgens via een USB-kabel op het apparaat worden geïnstalleerd. Elk mobiel besturingssysteem heeft een eigen winkel, zoals App Store (Apple), Google Play (Android), Windows Phone Store en BlackBerry App World. Apps voor het ene besturingssysteem kunnen niet zomaar op een ander systeem geïnstalleerd worden. Dit betekent dat per besturingssysteem een app ontwikkeld moet worden. Platforms (iOS, Android, Windows etc.) zien graag native apps in hun stores, de kosten voor het ontwikkelen van meerdere apps zijn echter relatief hoog.
Na de installatie kan de app geopend worden via een pictogram op het 'dashboard' van het scherm. Vaste grafische elementen, zoals beeldmateriaal en navigatiestructuur, zijn al op de telefoon geïnstalleerd. Dit bevordert de laadtijd. Bovendien hoeft deze app niet rekening te houden met verschillende webbrowsers, webstandaarden en apparaatsoorten. Ook kunnen native applicaties gebruikmaken van alle functionaliteiten van het apparaat, zoals gps, camera, gyroscoop, NFC, touchscreen, audio en het bestandssysteem. Daarnaast is er geen internetverbinding nodig (behalve voor updates).

### Hybride app
Hybride apps zijn applicaties die gebouwd worden met webtechnologie (HTML, JavaScript) en met een native wrapper (omhulsel) verpakt worden. De basiscode is hetzelfde voor verschillende platformen, enkel de wrapper verschilt om deze compatibel te maken met het gewenste platform.

## Kosten appontwikkeling
Er valt onderscheid te maken tussen twee soorten appontwikkeling. Optie 1: een appbuildersoftware gebruiken. Hiermee kan de gebruiker zonder kennis van code een app ontwikkelen tegen lage kosten. Optie 2: de app kan worden ontwikkeld door een appontwikkelaar.

### Appbuilder
Er zijn tools op de markt waarbij personen zonder enige programmeerkennis een app kunnen ontwikkelen. Zo kunnen ondernemers of studenten goed uit de voeten met een programma waarmee zij verschillende templates kunnen maken. Vaak gaat dit door middel van een drag-and-dropsysteem. Een andere mogelijkheid die voorkomt, is dat er van een bestaande website een app wordt gemaakt. Deze tools veranderen als het ware de pagina’s in schermen voor een app.
De kosten die gepaard gaan met een appbuilder, gaan vaak om abonnementskosten.
Het nadeel aan een appbuilder is dat in veel gevallen de broncode in eigendom blijft van de aanbieder.

### Appontwikkelaar
Bij een appontwikkelaar lopen de prijzen vaak erg uiteen. Dit heeft te maken met features, aantal schermen, design en platformen. Zo kost een native app een stuk meer dan een crossplatformapp.